# Čížkov (Dél-plzeňi járás)
Čížkov település Csehországban, a Dél-plzeňi járásban. Čížkov Sedliště, Kasejovice, Míšov, Louňová, Nové Mitrovice, Mladý Smolivec, Vrčeň, Čmelíny, Rožmitál pod Třemšínem és Hvožďany településekkel határos. Lakosainak száma 668 fő (2024. január 1.).

## Fekvése
Plzeňtől délkeletre fekvő település.

## Története
Čížkov nevét 1237-ben említették először egy oklevélben. 1310-ben a Rosentalerek voltak tulajdonosai, akik 1347-ben eladták a helyet a prágai székesegyháznak, melynek még a 16. században is volt itt birtokrésze, majd 1558-ban más település is szerzett itt részeket. 1708-ban az egyház mellett a városnak is volt itt része. 1850-ben lett önálló közösség.

## Népesség
A település lakosságának változását az alábbi diagram mutatja:
| Lakosok száma | 2734 | 2686 | 2345 | 1471 | 896  | 634  | 656  | 654  | 646  | 668  |
|               | 1869 | 1890 | 1921 | 1950 | 1980 | 2001 | 2017 | 2019 | 2022 | 2024 |

## Éghajlata
Čížkov erdős dombok között található, 578 m tengerszint feletti magasságban.

## Galéria

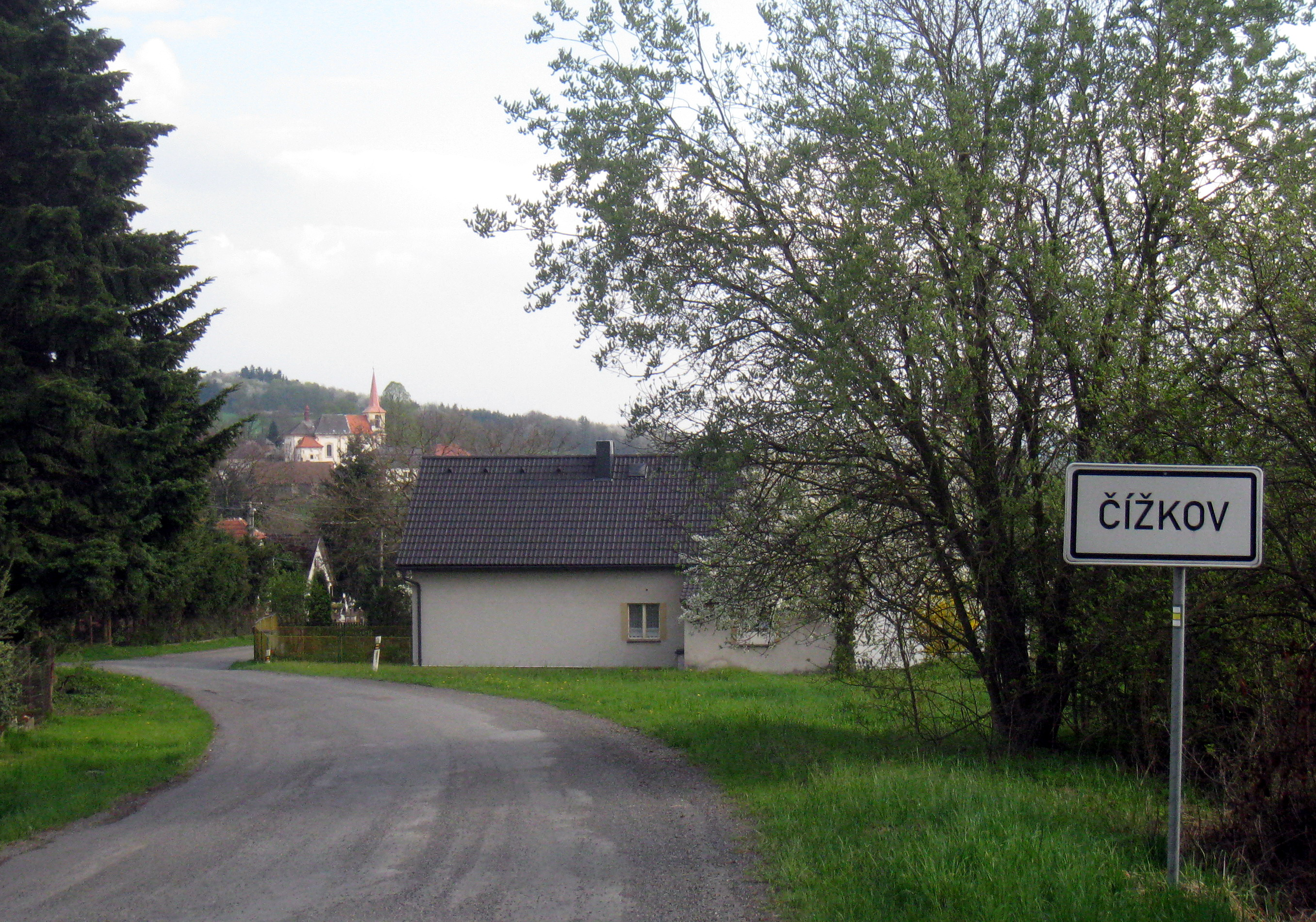
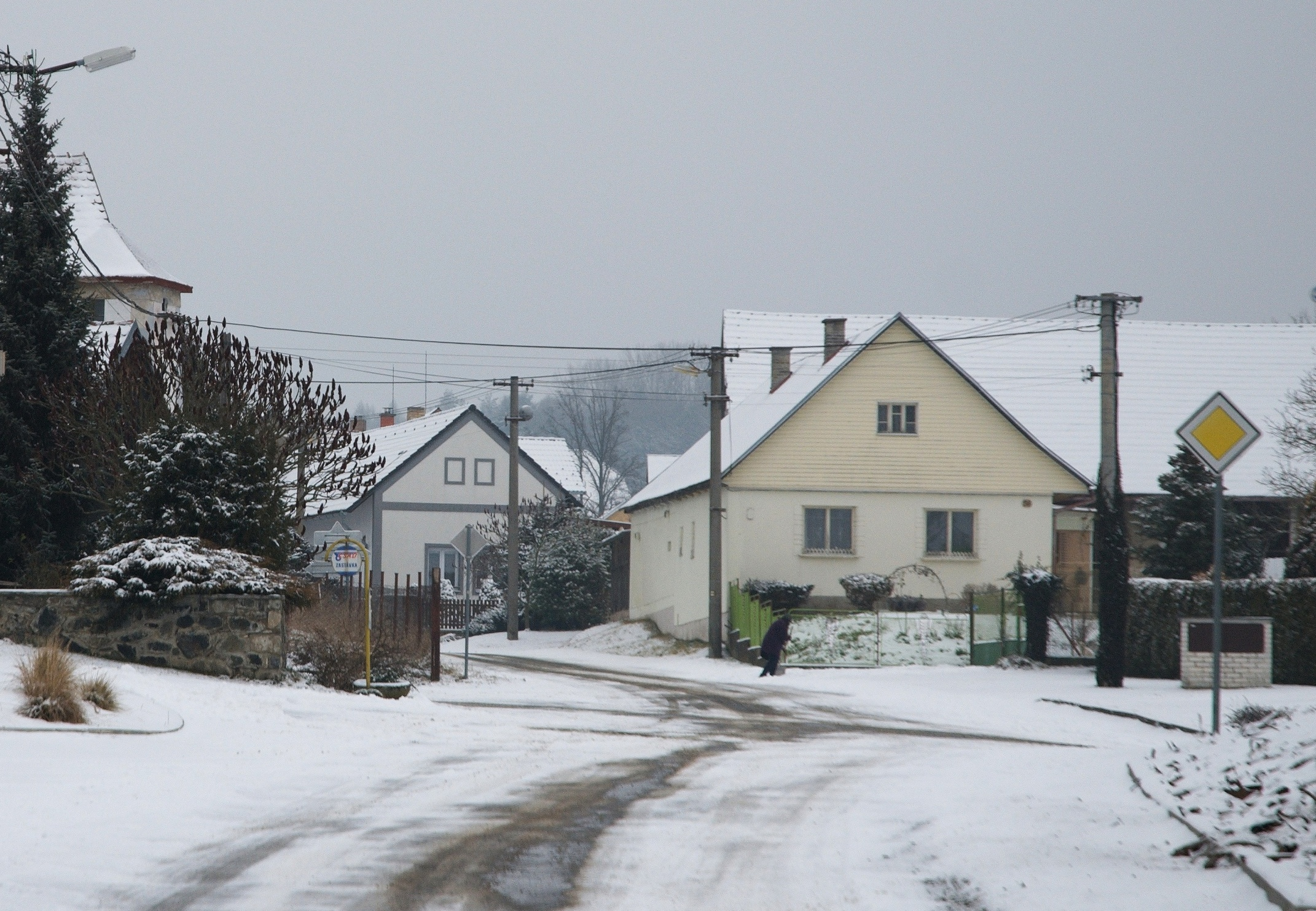
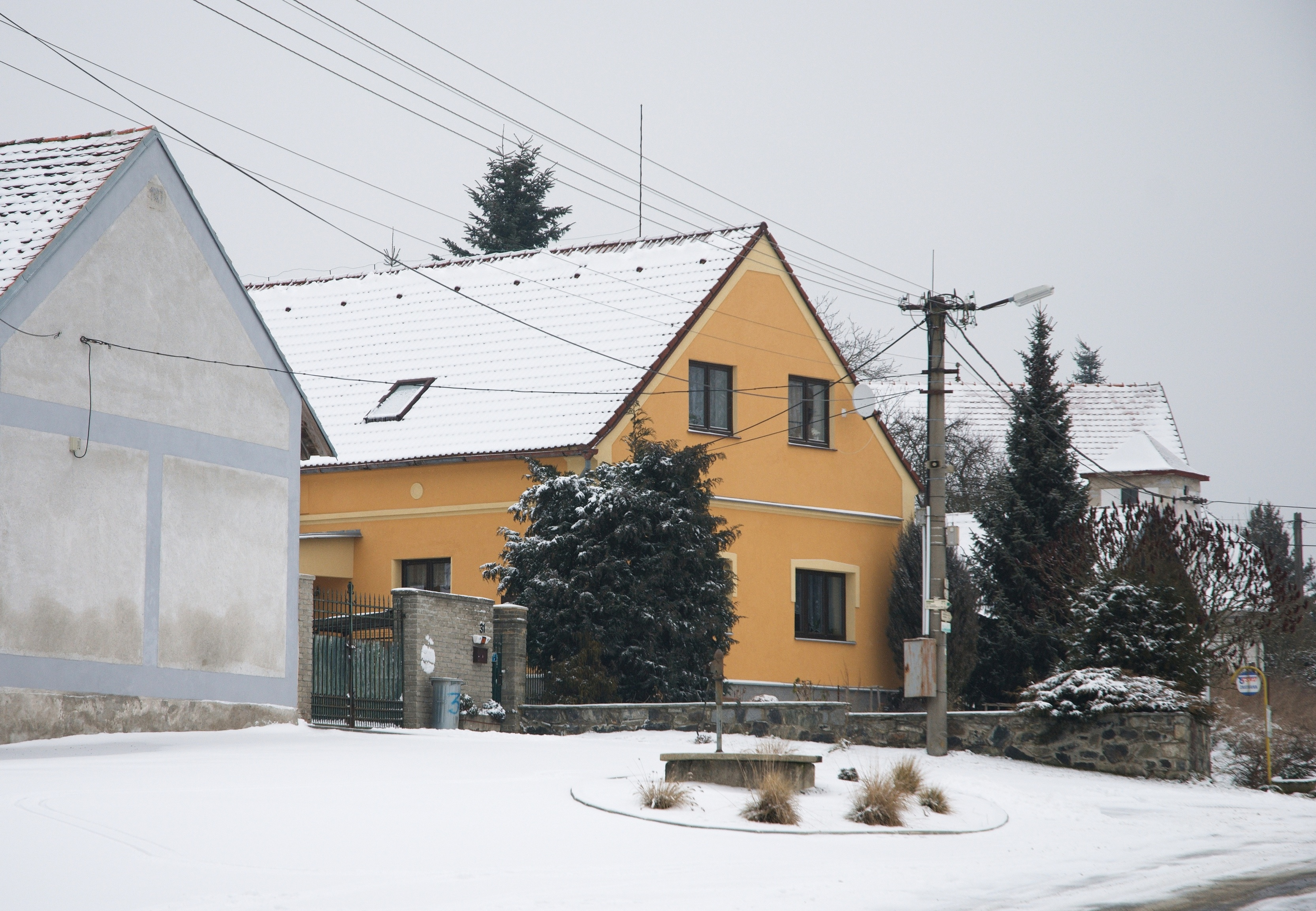
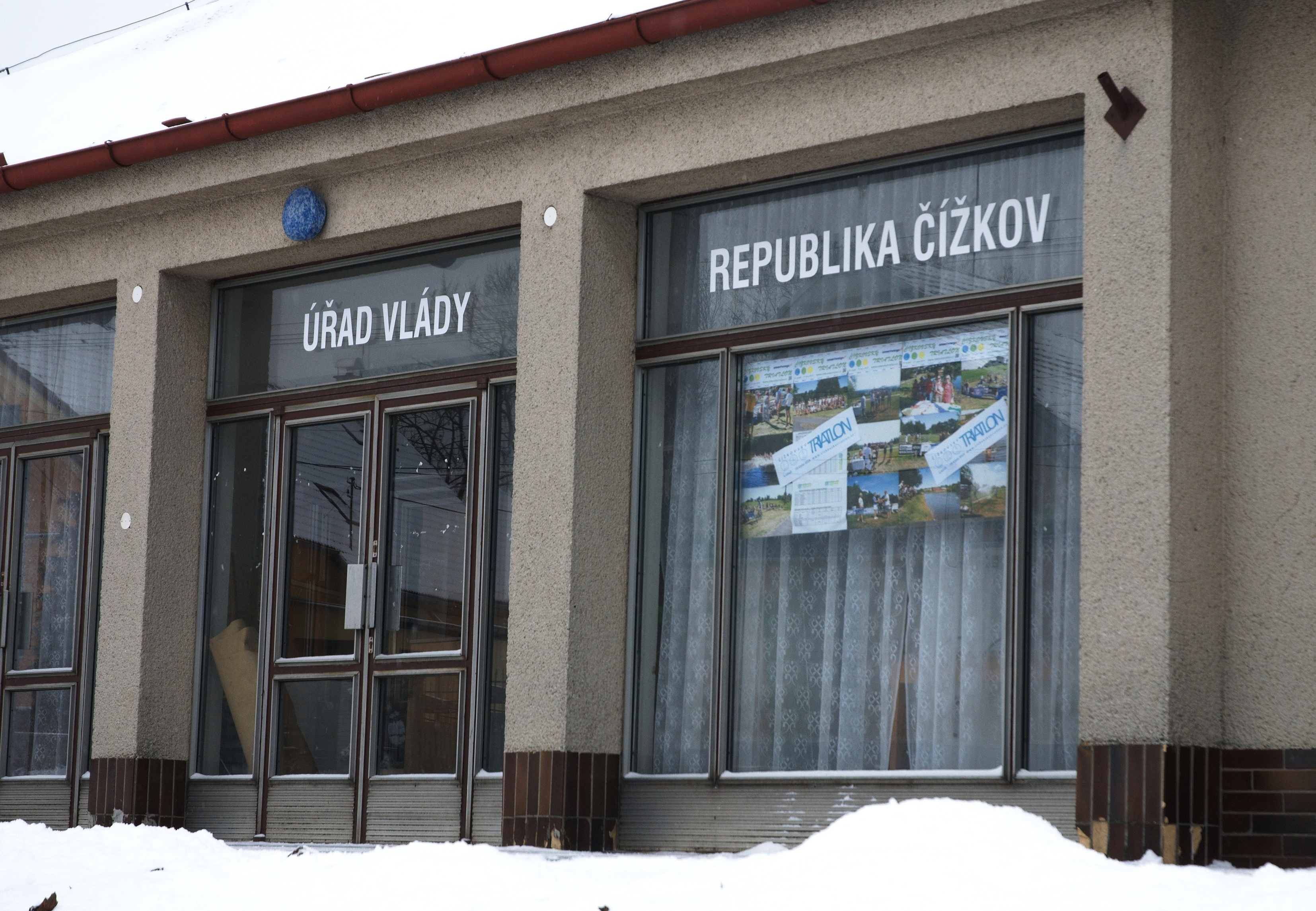
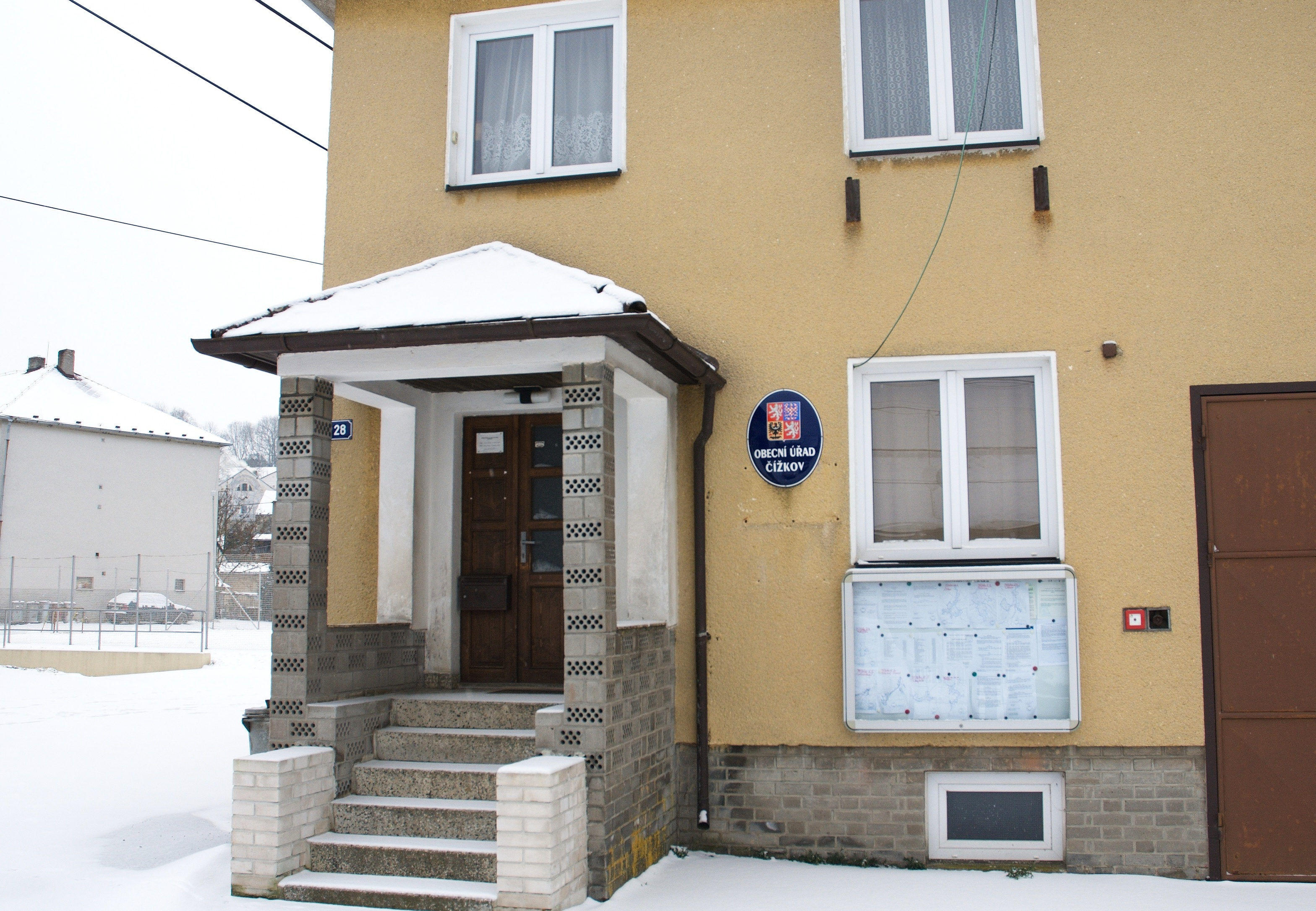
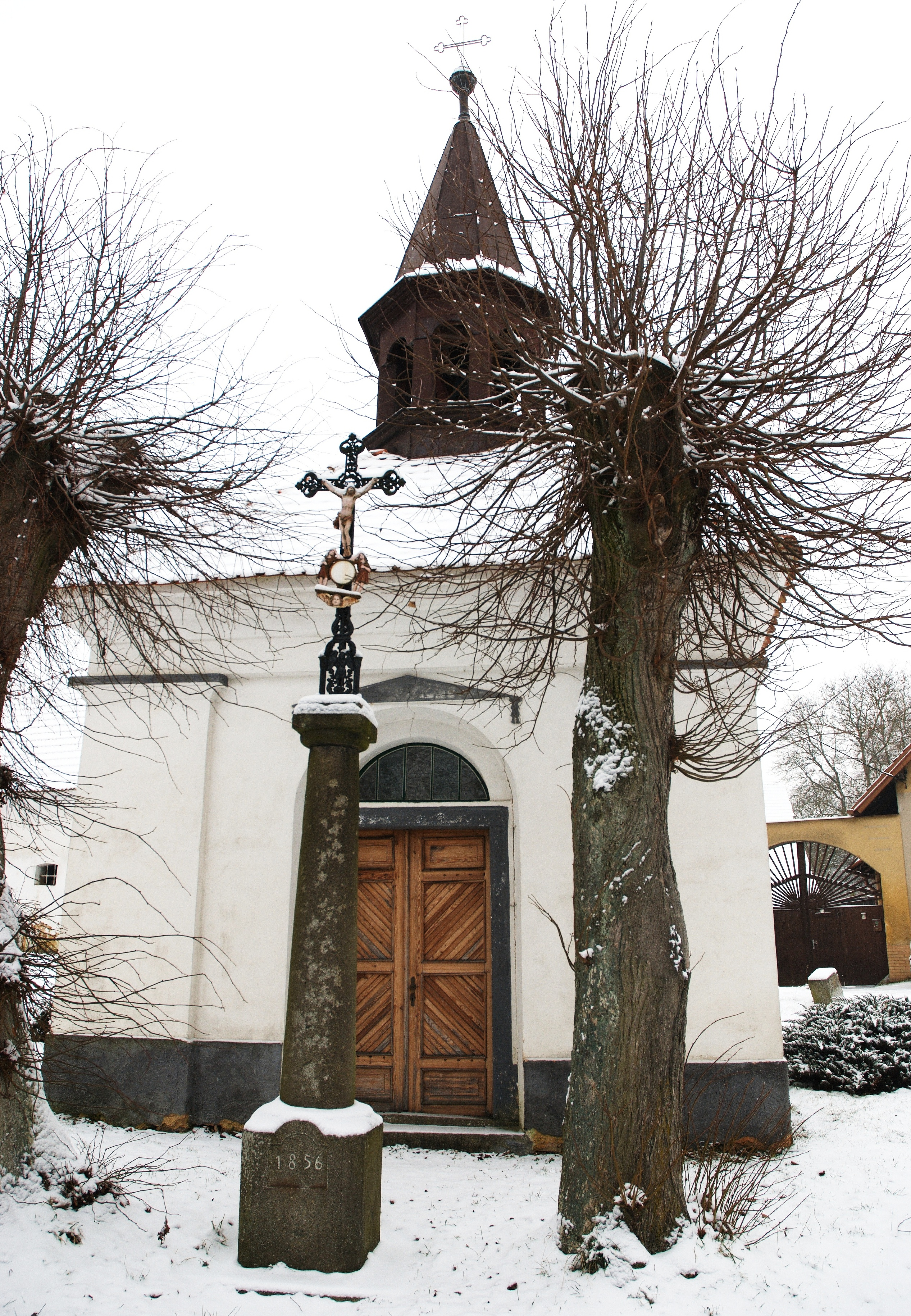